# ВБ Адду
ВБ Адду — мальдивский футбольный клуб, базирующийся в столице Мале. ВБ Адду — бывший Спортивный клуб ВБ, прошедший процесс ребрендинга 14 января 2012 года.
Клуб был основан в 1987 году. Первоначально команда называлась «Орчид Спортс Клаб», клуб образованный персоналом курорта острова Бандос. Позднее он был приобретён собственниками «Клуб Лагунс» и переименован в «Нью-Лагунс», далее он перешёл в руки группы бизнесменов с атолла Адду. 8 ноября 2006 клуб получил название «ВБ Спортс».

## Участие в соревнованиях АФК
Кубок АФК: 4 появления
2009: групповой турнир
2010: групповой турнир
2011: групповой турнир
2012: групповой турнир

## Достижения
- Чемпионат Мальдив
  - Победитель (3): 2009, 2010, 2011.

- Кубок Мальдив
  - Победитель (2): 2008, 2011.

- Суперкубок Мальдив
  - Победитель (2): 2010, 2011.

- Кубок Президента Мальдив
  - Победитель (1): 2010.